# Agida
Een agida is een Surinaams slaginstrument. Het is de grootste onder de Surinaamse trommels.
De trommel is gemaakt uit één boomstam en is twee tot drie meter lang en heeft een doorsnee van 40 tot 50 centimeter. De bespeling is met één hand en één stok. De trommel is licht conisch en het vel wordt met wiggen gespannen.

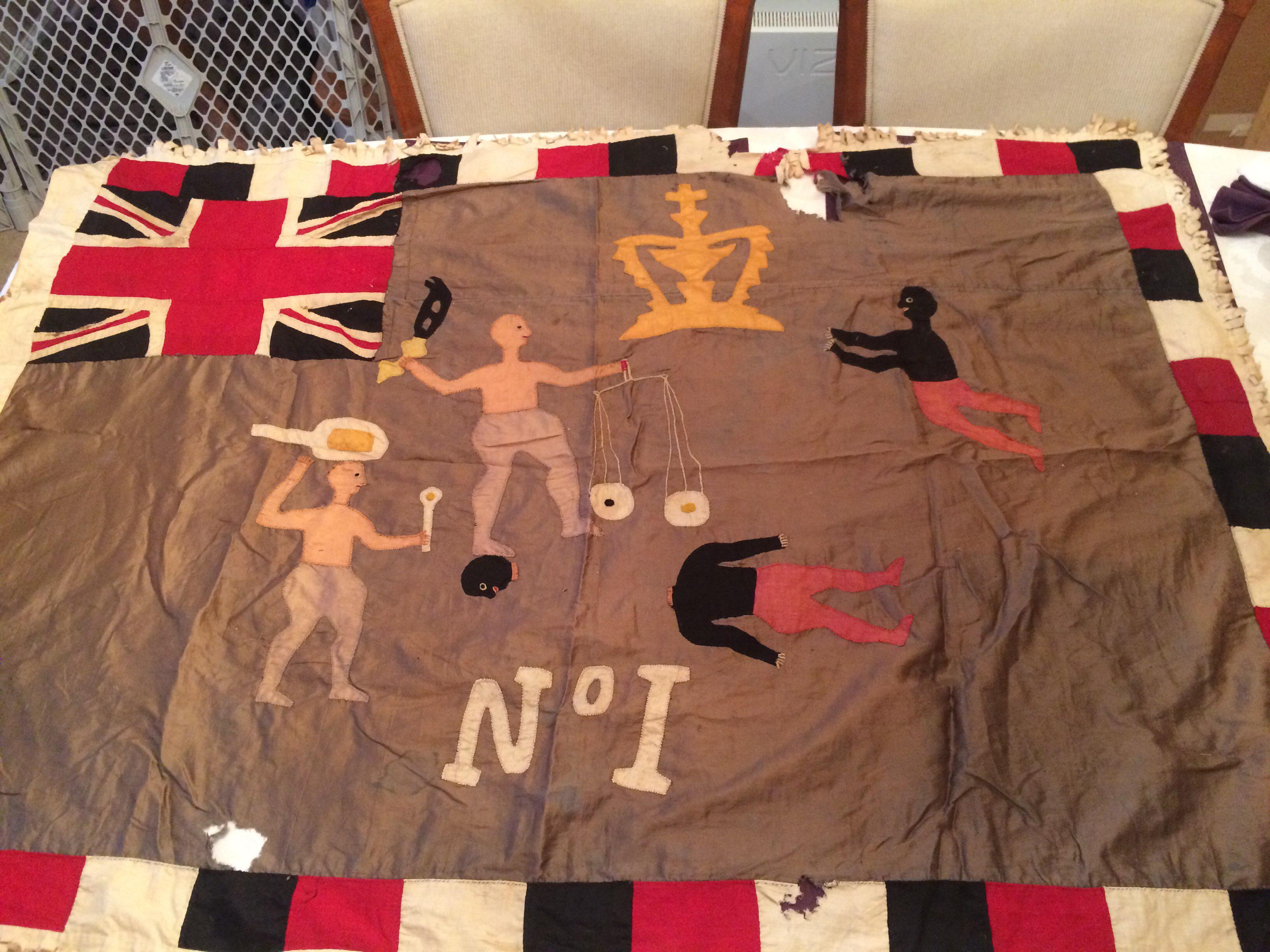
Een voorbeeld van een asafo-kleed

De agida wordt gebruikt in de wintireligie. Het geluid is naar onderen gericht om met de aardgoden te communiceren. Voordat ermee gespeeld wordt, wordt de agida besprenkeld met bier en met een speciaal kleed bedekt (in landen als Benin, Ghana en Togo staat dat kleed bekend als asafo, en ook wel als atsigo, atsimevu en fronfronfrom).